# 熊谷榧
熊谷 榧（くまがい かや、1929年4月3日 - 2022年2月24日）は、日本の画家。日本山岳画協会会員。東京都出身。

## 経歴
画家・熊谷守一の次女として東京都に生まれる。1951年、日本女子大学卒業。二児の母。
20代より山に魅せられ、多くの山を巡るうち自然と絵を描き始める。次第に父親と同じ「画家」という道を歩み出す。時同じく山スキーのとりこになり1960年代には既にヨーロッパの雪山をガイド付きで滑る。当時、日本人女性がひとりで欧州のスキーツアーを組むことはごく稀であった。
1977年、父・熊谷守一の死後、東京都豊島区千早にあった守一の旧居跡地に熊谷守一美術館を1985年創立。「父は画家だった。画家は絵だけが残ればよい。」という自身の信念により、熊谷守一の旧居と庭は美術館に姿を変えた。2007年に自身所蔵の熊谷守一作品をすべて豊島区に寄贈する。創立時より豊島区立熊谷守一美術館となった現在に至るまで25年間、同館の館長を務めていた。
2022年2月24日、死去。92歳没。

## 著書
- モリはモリ、カヤはカヤ―父・熊谷守一と私（新日本出版社、1990年）
- グリーンランドは旅人を離さない（白山書房、1993年）
- ブナ林からの贈りもの（世界文化社、1993年）
- 女ひとり氷河を滑る  榧・画文集（白山書房、1995年）
- 晴れのち曇り 曇りのち晴れ―山の画文集（平凡社、2001年）